# لمهادي (بوكدرة)
لمهادي هي إحدى مشيخات المملكة المغربية، تتبع جغرافيا لإقليم آسفي وإداريًا لبوكدرة. يقدر عدد سكانها بـ 2757 نسمة حسب الإحصاء الرسمي للسكان والسكنى لسنة 2004.